# Pałac Oppersdorfów we Wrocławiu
Pałac Oppersdorfów we Wrocławiu (niem.: Oppersdorff-Palais) – dawny pałac miejski przy ul. Wierzbowej 30 we Wrocławiu. 

## Historia
Na miejscu przyszłego pałacu znajdował się w końcu XVI wieku słynny w całej Europie renesansowy ogród, który założył niemiecki szlachcic, botanik i lekarz Laurentius Scholtz von Rosenau. Miały w nim rosnąć pomarańcze, cytryny, figi, granaty i pistacje. Pod koniec XVII wieku kolejny właściciel ogrodu, adwokat Wolfgang Scharschmidt, założył tam ogród wodny z wyjątkowymi fontannami.
W 1725 r. kupiła ten ogród hrabina Esterle, znana też jako Anna Maximiliana Aloysia von Oppersdorf (z domu von Lamberg), która znana była ze swobodnych obyczajów, a wśród jej wielu kochanków byli August II Mocny i Aleksander Benedykt Sobieski – syn króla Jana III. Nakazała zbudowanie w tym miejscu barokowego pałacu wg projektu Christopha Hacknera. Pałac miał trzy piętra i mansardowy dach przyozdobiony okazałą, dwukondygnacyjną facjatą. Pałac wraz z ogrodem należał do rodziny von Lambergów do 1790 r. Później mieściły się w nim różne urzędy, wydawnictwa i redakcje. Ogród, który znajdował się za pałacem, zabudowano w 1909 r. stawiając tam budynki drukarni i wydawnictwa. W latach 1924–26 wnętrza pałacu gruntownie przebudowano w stylu neobarokowym wg projektu Conrada Helbiga.

W 1945 r. budynek został uszkodzony, a powojenna odbudowa zmieniła kształt pałacu (zlikwidowano facjatę, a dach zamieniono na niższy, dwuspadowy). W latach 1960. w pałacu mieścił się klub pracowników poligrafii. Zachował się bogato rzeźbiony portal, neobarokowy hol, stolarka niektórych drzwi i kuta balustrada schodów. Budynki drukarni przy ul. Piotra Skargi wyburzono w latach 2001-2003, a po obu stronach pałacu wybudowano kompleks biurowo-handlowy. Sam pałac został gruntownie odrestaurowany i przywrócono mu kształt (m.in. podwyższono dach i dodano facjatę), zbliżony do przedwojennego.

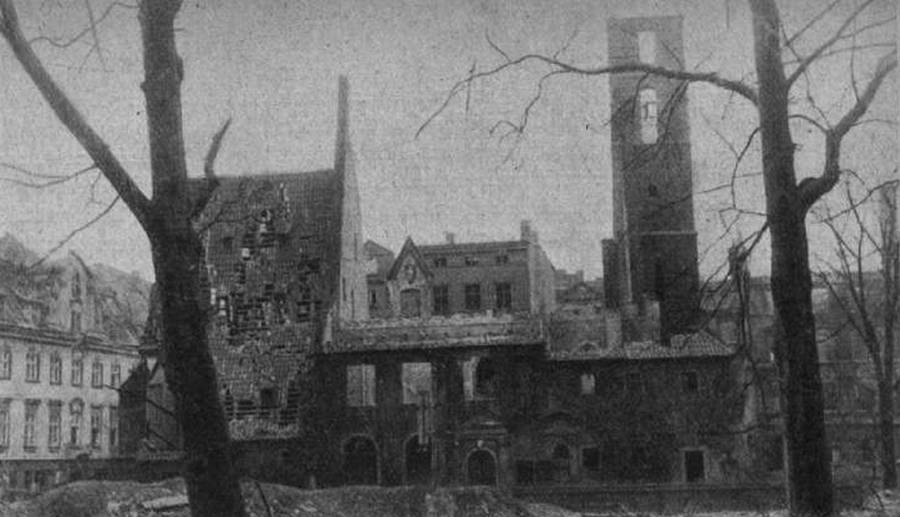
Pałac Oppersdorfów (na lewo od ruin kościoła św. Krzysztofa) 1945 r.
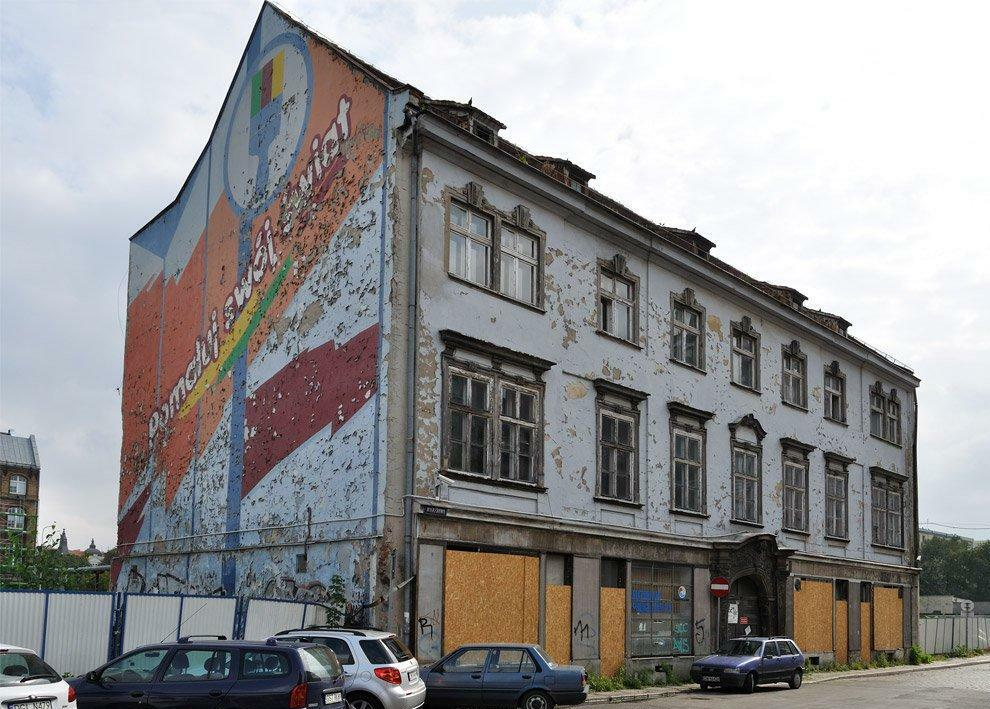
Pałac w 2009 r., przed rekonstrukcją